# Asopos (rzeka w Beocji)
Asopos (stgr. Ἀσωπός) – rzeka w Grecji, płynąca przez Beocję (w Grecji i Turcji są jeszcze cztery inne rzeki o tej nazwie). U jej brzegów w 479 p.n.e. stoczono bitwę pod Platejami, w której Grecy pokonali armię perską.
Przepływając przez ateńską strefę przemysłową, zlokalizowaną wokół miejscowości Oinofyta, Asopos staje się najbardziej toksycznym ciekiem wodnym Grecji, zatruwając także okoliczne wody gruntowe i zagrażając zdrowiu okolicznych mieszkańców. Zarówno w samej rzece, jak i wodach gruntowych jej doliny, występuje miejscami nawet wielesetkrotne przekroczenie dopuszczalnych norm zanieczyszczenia rakotwórczymi związkami chromu VI. Wysoka i długotrwała toksyczność tych związków w wodzie pitnej uzyskała rozgłos medialny za sprawą amerykańskiej adwokatki Erin Brockovich, która prowadziła procesy sądowe przeciwko firmom emitującym tego rodzaju zanieczyszczenia, angażując się później w informowanie opinii publicznej o zagrożeniach chromem w innych krajach, w tym w samej dolinie rzeki Asopos. 26 grudnia 2010 greckie Μinisterstwo Środowiska przedstawiło informację o planowanej poprawie stanu rzeki, mającej nastąpić w perspektywie trzech lat, co nie zostało zrealizowane.